# Olipara brunninervosa
Olipara brunninervosa är en insektsart som först beskrevs av Van Stalle 1987.  Olipara brunninervosa ingår i släktet Olipara och familjen kilstritar. Inga underarter finns listade i Catalogue of Life.